# Red Star FC (Seszele)
Red Star Football Club w skrócie Red Star FC – seszelski klub piłkarski istniejący w latach 1993–2017, mający siedzibę w Victorii, grający niegdyś w pierwszej lidze seszelskiej.

## Sukcesy
- I liga[1]:
  - mistrzostwo (2): 1998, 2001.

- Puchar Seszeli[2]:
  - zwycięstwo (4): 1995, 1996, 1999, 2004.

- Puchar Ligi Seszelskiej[2]:
  - zwycięstwo (2): 2005, 2006.

## Występy w afrykańskich pucharach
| Sezon | Rozgrywki                 | Runda   | Kraj              | Klub                 | Dom | Wyjazd | Dwumecz      |
| ----- | ------------------------- | ------- | ----------------- | -------------------- | --- | ------ | ------------ |
| 1996  | Puchar Zdobywców Pucharów | wstępna | Reunion           | SS Saint-Louisienne  | 0–0 | 1–2    | 1–2          |
| 1997  | Puchar Zdobywców Pucharów | wstępna | Madagaskar        | Club ’S’ Namakia     | –   | –      | –            |
| 1997  | Puchar Zdobywców Pucharów | 1       | Mozambik          | CD Maxaquene         | –   | –      | –            |
| 1997  | Puchar Zdobywców Pucharów | 2       | Reunion           | SS Saint-Louisienne  | 0–2 | 0–3    | 0–5          |
| 1999  | Liga Mistrzów             | wstępna | Reunion           | SS Saint-Louisienne  | 0–4 | 0–2    | 0–6          |
| 2000  | Puchar Zdobywców Pucharów | wstępna | Madagaskar        | FC Djivan            | 0–0 | 0–0    | 0–0 (k. 0–2) |
| 2002  | Liga Mistrzów             | wstępna | Tanzania          | Simba SC             | 0–1 | 0–3    | 0–4          |
| 2005  | Puchar Konfederacji       | wstępna | Mauritius         | Savanne SC           | 4–0 | 0–2    | 4–2          |
| 2005  | Puchar Konfederacji       | 1       | Południowa Afryka | Supersport United FC | 1–4 | 0–9    | 1–13         |

## Stadion
Domowe mecze klub rozgrywał na stadionie o nazwie Stade Linité w Victorii, który może pomieścić 10000 widzów.